# Вілбер Санчес
Вілбер Санчес Аміта (ісп. Wilber Sánchez Amita; нар. 21 грудня 1968, Сантьяго-де-Куба) — кубинський борець греко-римського стилю, дворазовий чемпіон світу, семиразовий Панамериканський чемпіон, бронзовий призер Панамериканських ігор, володар, триразовий срібний та бронзовий призер Кубків світу, чемпіон Центральної Америки, дворазовий чемпіон Центральноамериканських і Карибських ігор, бронзовий призер Олімпійських ігор.

## Життєпис
Боротьбою почав займатися з 1981 року. У 1987 році став срібним призером чемпіонату світу серед молоді. Наступного року такого ж результату досяг на Кубку світу серед молоді.
Тренери — Карлос Уласія, Педро Валь.

## Спортивні результати на міжнародних змаганнях

### Виступи на Олімпіадах
| Змагання                    | Збірна | Вагова категорія                 | Місце  |
| --------------------------- | ------ | -------------------------------- | ------ |
| Літні Олімпійські ігри 1992 | Куба   | греко-римська боротьба, до 48 кг | Бронза |
| Літні Олімпійські ігри 1996 | Куба   | греко-римська боротьба, до 48 кг | 5      |

### Виступи на Чемпіонатах світу
| Змагання                        | Збірна | Вагова категорія                 | Місце  |
| ------------------------------- | ------ | -------------------------------- | ------ |
| Чемпіонат світу з боротьби 1990 | Куба   | греко-римська боротьба, до 48 кг | 5      |
| Чемпіонат світу з боротьби 1993 | Куба   | греко-римська боротьба, до 48 кг | Золото |
| Чемпіонат світу з боротьби 1994 | Куба   | греко-римська боротьба, до 48 кг | Золото |
| Чемпіонат світу з боротьби 1995 | Куба   | греко-римська боротьба, до 48 кг | 10     |

### Виступи на Панамериканських чемпіонатах
| Змагання                                   | Збірна | Вагова категорія                 | Місце  |
| ------------------------------------------ | ------ | -------------------------------- | ------ |
| Панамериканський чемпіонат з боротьби 1984 | Куба   | греко-римська боротьба, до 48 кг | Золото |
| Панамериканський чемпіонат з боротьби 1988 | Куба   | греко-римська боротьба, до 48 кг | Золото |
| Панамериканський чемпіонат з боротьби 1989 | Куба   | греко-римська боротьба, до 48 кг | Золото |
| Панамериканський чемпіонат з боротьби 1990 | Куба   | греко-римська боротьба, до 48 кг | Золото |
| Панамериканський чемпіонат з боротьби 1992 | Куба   | греко-римська боротьба, до 48 кг | Золото |
| Панамериканський чемпіонат з боротьби 1993 | Куба   | греко-римська боротьба, до 48 кг | Золото |
| Панамериканський чемпіонат з боротьби 1994 | Куба   | греко-римська боротьба, до 48 кг | Золото |

### Виступи на Панамериканських іграх
| Змагання                  | Збірна | Вагова категорія                 | Місце  |
| ------------------------- | ------ | -------------------------------- | ------ |
| Панамериканські ігри 1995 | Куба   | греко-римська боротьба, до 48 кг | Бронза |

### Виступи на Кубках світу
| Змагання                    | Збірна | Вагова категорія                 | Місце  |
| --------------------------- | ------ | -------------------------------- | ------ |
| Кубок світу з боротьби 1987 | Куба   | греко-римська боротьба, до 48 кг | Срібло |
| Кубок світу з боротьби 1989 | Куба   | греко-римська боротьба, до 48 кг | Бронза |
| Кубок світу з боротьби 1992 | Куба   | греко-римська боротьба, до 48 кг | Золото |
| Кубок світу з боротьби 1995 | Куба   | греко-римська боротьба, до 48 кг | Срібло |
| Кубок світу з боротьби 1996 | Куба   | греко-римська боротьба, до 48 кг | Срібло |

### Виступи на Чемпіонатах Центральної Америки
| Змагання                                      | Збірна | Вагова категорія                 | Місце  |
| --------------------------------------------- | ------ | -------------------------------- | ------ |
| Чемпіонат Центральної Америки з боротьби 1990 | Куба   | греко-римська боротьба, до 48 кг | Золото |

### Виступи на Центральноамериканських і Карибських іграх
| Змагання                                     | Збірна | Вагова категорія                 | Місце  |
| -------------------------------------------- | ------ | -------------------------------- | ------ |
| Центральноамериканські і Карибські ігри 1990 | Куба   | греко-римська боротьба, до 48 кг | Золото |
| Центральноамериканські і Карибські ігри 1993 | Куба   | греко-римська боротьба, до 48 кг | Золото |

### Виступи на інших змаганнях
| Змагання                                                             | Збірна | Вагова категорія                 | Місце  |
| -------------------------------------------------------------------- | ------ | -------------------------------- | ------ |
| Золотий Гран-прі з боротьби 1990                                     | Куба   | греко-римська боротьба, до 48 кг | Золото |
| Турнір Акрополіса 1990                                               | Куба   | греко-римська боротьба, до 48 кг | Золото |
| Гран-прі Німеччини з боротьби 1990                                   | Куба   | греко-римська боротьба, до 48 кг | Золото |
| Панамериканський Олімпійський кваліфікаційний турнір з боротьби 1996 | Куба   | греко-римська боротьба, до 48 кг | Золото |

### Виступи на змаганнях молодших вікових груп
| Змагання                                     | Збірна | Вагова категорія                 | Місце  |
| -------------------------------------------- | ------ | -------------------------------- | ------ |
| Чемпіонат світу з боротьби серед молоді 1987 | Куба   | греко-римська боротьба, до 48 кг | Срібло |
| Кубок світу з боротьби серед молоді 1988     | Куба   | греко-римська боротьба, до 48 кг | Срібло |